# Hayn (cràter)
Hayn és un cràter d'impacte que es troba al costat de l'extrem nord-est de la Lluna. Aquesta ubicació restringeix la quantitat de detall que es pot apreciar des de la Terra, ja que el costat interior occidental està permanentment ocult a la vista. L'observació d'aquest cràter també es veu afectada per la libració, que ho pot ocultar completament.
Està situat al costat nord-oest de la vora de la plana emmurallada del cràter Bel'kovich, al nord del Mare Humboldtianum. Es troba relativament aïllat d'altres cràters principals, amb el més pròxim (Cusanus) situat al nord-oest.
Es tracta d'un cràter relativament recent amb una vora i un interior que encara no han estat significativament erosionats. Presenta una vora circular però una mica desigual i una paret interna amb formacions en forma de terrassa. La vora sud és lleugerament més pronunciada en altura, on s'uneix a la vora molt gastada de Bel'kovich. També hi ha una rampa exterior, més extensa al sud-oest. La vora de Bel'kovich a l'est de Hayn pràcticament ha desaparegut, i el terreny a l'est és similar a l'altre terreny que envolta el cràter. Està situat al centre d'un sistema de marques radials i, per tant, és considerat com a part del Període Copernicà.
El sòl interior és relativament pla en comparació amb el terreny que envolta el cràter. Un sistema de diverses crestes es troba prop del punt mig interior, amb una àmplia vall que corre de nord a sud que ho divideix per la meitat. També presenta valls laterals més petites, i s'aprecien mitja dotzena de pics. La resta del de la plataforma interior també conté diversos pujols més petits, particularment just a l'oest dels pics centrals.

## Cràters satèl·lit
Per convenció, aquests elements s'identifiquen als mapes lunars col·locant la lletra al costat del punt mitjà del cràter que està més pròxim a Hayn.
|  |  |

| Hayn | Coordenades                          | Diàmetre |
| ---- | ------------------------------------ | -------- |
| A    | 62° 54′ N, 70° 30′ E / 62.9°N,70.5°E | 54 km    |
| B    | 65° 12′ N, 64° 06′ E / 65.2°N,64.1°E | 25 km    |
| C    | 65° 00′ N, 88° 00′ E / 65.0°N,88.0°E | 13 km    |
| D    | 65° 30′ N, 62° 00′ E / 65.5°N,62.0°E | 20 km    |
| E    | 67° 06′ N, 66° 24′ E / 67.1°N,66.4°E | 42 km    |
| F    | 68° 00′ N, 84° 00′ E / 68.0°N,84.0°E | 59 km    |
| G    | 67° 12′ N, 85° 36′ E / 67.2°N,85.6°E | 21 km    |
| H    | 63° 24′ N, 68° 30′ E / 63.4°N,68.5°E | 14 km    |
| J    | 66° 42′ N, 64° 12′ E / 66.7°N,64.2°E | 39 km    |
| L    | 64° 24′ N, 68° 00′ E / 64.4°N,68.0°E | 27 km    |
| M    | 62° 54′ N, 66° 30′ E / 62.9°N,66.5°E | 7 km     |
| S    | 68° 00′ N, 66° 06′ E / 68.0°N,66.1°E | 10 km    |
| T    | 68° 24′ N, 74° 24′ E / 68.4°N,74.4°E | 7 km     |

## Galeria

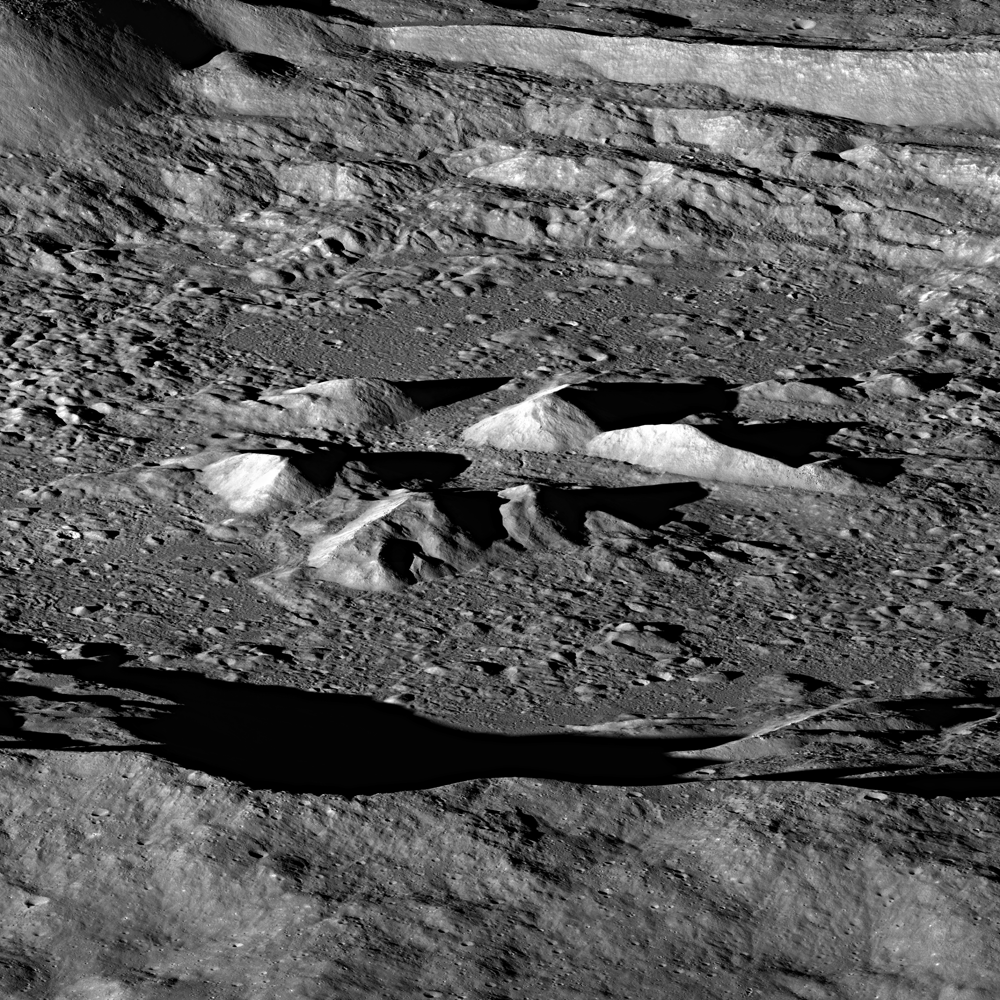
Fotografia de la missió LRO